# Il giullare del re
Il giullare del re (The Court Jester) è un film del 1956 diretto da Melvin Frank e Norman Panama in Technicolor.

## Trama
Inghilterra, 1300. Re Roderico è salito al trono dopo aver sterminato la famiglia reale, ma un neonato, legittimo erede della corona e unico ancora a portare la "primula viola" (una voglia che solo i membri della famiglia reale hanno sul corpo), è sfuggito al massacro ed è protetto nella foresta da una banda di ribelli, guidati dalla "Volpe Nera".
Per sconfiggere il nemico, il re decide di allearsi con il guerriero Grinwold e, per rafforzare l'alleanza, vuole fargli sposare la figlia, la principessa Guendalina.
Nella banda della "Volpe Nera" ci sono Hubert Hawkins e Jean, ai quali viene affidato il compito di proteggere il bambino e intrufolarsi nel castello.
Cercando un modo di introdursi nel castello durante una notte di tempesta, Hawkins e Jean si imbattono nel giullare Giacomo d'Italia, convocato per intrattenere gli ospiti alle nozze; appreso che nessuno all'interno del regno ha ancora visto il suo volto, Jean tramortisce il giullare sostituendolo con Hawkins.
Hawkins, la più improbabile delle spie (nella banda del bosco è più un intrattenitore che un guerriero), si introduce nel castello fingendosi il giullare Giacomo per portare a termine la missione e far trionfare la giustizia; Giacomo (quello vero) tuttavia si scopre essere - oltre che un giullare - anche come il più efferato degli assassini, convocato in gran segreto da sir Ravenhurst (da sempre inviso all'alleanza con Grinwold) per far saltare i piani del re.

## Produzione

### Riprese
Il film fu girato tra Palos Verdes e gli stabilimenti Paramount di Los Angeles.

## Distribuzione
Distribuito dalla Paramount Pictures, il film uscì nelle sale cinematografiche USA il 27 gennaio 1956. A New York venne presentato il 1º febbraio 1956.
In Italia è stato distribuito a partire dal 4 luglio 1956.

## Riconoscimenti
- Danny Kaye è stato candidato al Golden Globe per il miglior attore in un film commedia o musicale
- Nel 2000 l'American Film Institute l'ha inserito al 98º posto della classifica delle cento migliori commedie americane di tutti i tempi
- Nel 2004 è stato scelto per la conservazione nel National Film Registry della Biblioteca del Congresso degli Stati Uniti.[1]